# Khirbet al-Qasr
Khirbet al-Qasr (tiếng Ả Rập: خربة القصر) là một ngôi làng Syria nằm trong phó huyện Hirbnafsah ở huyện Hama. Theo Cục Thống kê Trung ương Syria (CBS), Khirbet al-Qasr có dân số 1.007 trong cuộc điều tra dân số năm 2004.